# Fantastic Mr. Fox
Fantastic Mr. Fox (Brasil: O Fantástico Sr. Raposo / Portugal: O Fantástico Senhor Raposo) é um filme de animação em stop motion de 2009, baseado em um livro infantil de Roald Dahl, direção por Wes Anderson, produzido pela Regency Enterprises e Indian Paintbrush, e distribuído pela 20th Century Fox. Seu lançamento nos Estados Unidos aconteceu em 13 de novembro de 2009. No Brasil, a estreia ocorreu em 4 de dezembro de 2009.

## Sinopse
O Sr. Raposo (George Clooney), a Sr.ª Raposa (Meryl Streep) e seu filho Ash (Jason Schwartzman) vão morar em uma árvore, localizada em uma colina. Lá eles têm como vizinhos o Coelho (Mario Batali), o Texugo (Bill Murray) e a Doninha (Wes Anderson), entre outros animais, todos com suas respectivas famílias. O Sr. Raposo prometeu à esposa que deixaria a vida de roubos de galinhas, já que ela estava grávida. Desde então ele iniciou uma respeitável carreira de colunista de jornal. Porém, a proximidade do novo lar com as fazendas de Boggis (Brian Cox), Bunce (Hugo Guinness) e Bean (Michael Gambon) faz com que volte à velha vida, às escondidas. Só que logo o trio de fazendeiros se une para capturá-lo.

## Elenco
- George Clooney como Sr. Raposo
- Meryl Streep como Sra. Raposo
- Jason Schwartzman como Ash
- Bill Murray como Texugo
- Owen Wilson como Técnico Skip
- Willem Dafoe como Rato
- Wally Wolodarsky como Kylie
- Eric Anderson como Kristofferson
- Juman Malouf como Agnes
- Robin Hurlstone como Walt Boggis
- Hugo Guinness como Nate Bunce
- Michael Gambon como Franklin Bean
- Jarvis Cocker como Petey
- Wes Anderson como Doninha
- Adrien Brody como Rickity

## Produção
Os direitos autorais do filme foram comprados por Joe Roth e pela Revolution Studios em 2004. Inicialmente, Wes Anderson (que revelou ser fã de Roald Dahl) e Henry Selick seriam os diretores, contudo Selick abandonou o projeto para participar da adaptação de Coraline, ele foi substituído por Noah Baumbach. A Revolution Studios também abandonou o projeto.
A escolha do elenco teve início em setembro de 2007, e as gravações das vozes ocorreram fora do estúdio, "nós fomos a uma floresta, (...) a um sótão, (...) e a um estábulo. Descemos até o subterrâneo. As gravações ficaram mais espontâneas por causa disso".
Fantastic Mr. Fox fez a abertura da 53a edição do Festival de Cinema de Londres.